# Краев, Аркадий Григорьевич
Аркадий Григорьевич Краев (15 ноября 1933, д. Арамелевка Благовещенского района Башкирской АССР — 10 января 2007, Москва) — российский геолог, лауреат Ленинской премии.

## Биография
Окончил Уфимский геологоразведочный техникум (1952), Свердловский горный институт (1958) по специальности горный инженер-геофизик.
- 1958—1959 — начальник группы Южно-Башкирской ГФЭ в тресте «Башнефтегеофизика»
- 1959—1962 — начальник Тазовской сейсмопартии в Ямало-Ненецкой КГРЭ
- 1964—1965 — начальник Тибейсалинской сейсмопартии, главный геофизик Тазовской НРЭ
- 1965—1967 — главный геофизик Тюменской КГРЭ
- 1967—1972 — управляющий треста «Ямалнефтегазгеофизика»
- 1972—1988 — заместитель начальника Управления минеральных ресурсов Мингео СССР
- 1976—1980 — заместитель генерального директора по производственным вопросам и геологии организации по поискам и разведке нефти на Балтийском море «Петробалтик»
- 1988—1992 — заместитель генерального директора по геологоразведочным вопросам совместной организации (НРБ, ГДР, Куба, ПНР, ЧССР, СССР) по поискам железомарганцевых конкреций в Мировом океане «Интероконметалл».
- С 1992 года вице-президент Международной акционерной геологической компании (МАГКО), затем заместитель Генерального директора Института геолого-экономических проблем РАЕН.

Участник геофизических исследований на севере Западной Сибири, которые привели к открытию крупных месторождений природного газа: Уренгойского, Заполярного, Тазовского, Ямбургского, Русского, Бованенковского и др.
Кандидат геолого-минералогических наук (1971), член-корреспондент РАЕН (1999).
Погиб 10 января 2007 года (сбит машиной).

## Награды
Лауреат Ленинской премии. Заслуженный геолог РФ (1998). Награждён орденом «Знак Почёта» (1966), медалями, знаками «Первооткрыватель месторождений».